# أولاد عزوز (أولاد ميمون 1)
أولاد عزوز هو دُوَّار يقع بجماعة براشوة، إقليم الخميسات، جهة الرباط سلا القنيطرة في المملكة المغربية. ينتمي الدوّار لمشيخة أولاد ميمون 1 التي تضم 10 دواوير. يقدر عدد سكانه بـ 120 نسمة حسب الإحصاء الرسمي للسكان والسكنى لسنة 2004.

## روابط خارجية
- البوابة الوطنية للجماعات الترابية
- المندوبية السامية للتخطيط